# ماشاكا
ماشاكا (بالإسبانية: maˈtʃaka) هي لحم مجفف تقليديًا، عادةً ما يكون لحم بقر أو لحم خنزير متبّل، يُعاد ترطيبه ثم يُستخدم في المأكولات الشعبية المحلية في شمال المكسيك والجنوب الغربي للولايات المتحدة. وهي متوفرة بسهولة في العديد من المتاجر والأسواق في هذه المناطق.
في المناطق التي يصعب فيها الحصول على هذا المنتج المجفف، يُستبدل اللحم البقري المشوي بشكل بطيء، حيث يٌقطع اللحم ثم يٌقلى كبديل لللحم المجفف.
الطبق معروف بشكل أساسي في شمال المكسيك والمناطق الجنوبية من الولايات الأمريكية مثل أريزونا وكاليفورنيا ونيومكسيكو، وكذلك في تكساس حيث يُعرف باسم "ماشاكادو". وفي وسط وجنوب المكسيك، ليس معروفًا بشكل واسع بين الطبقات الاجتماعية الأقل دخلًا.

## التاريخ

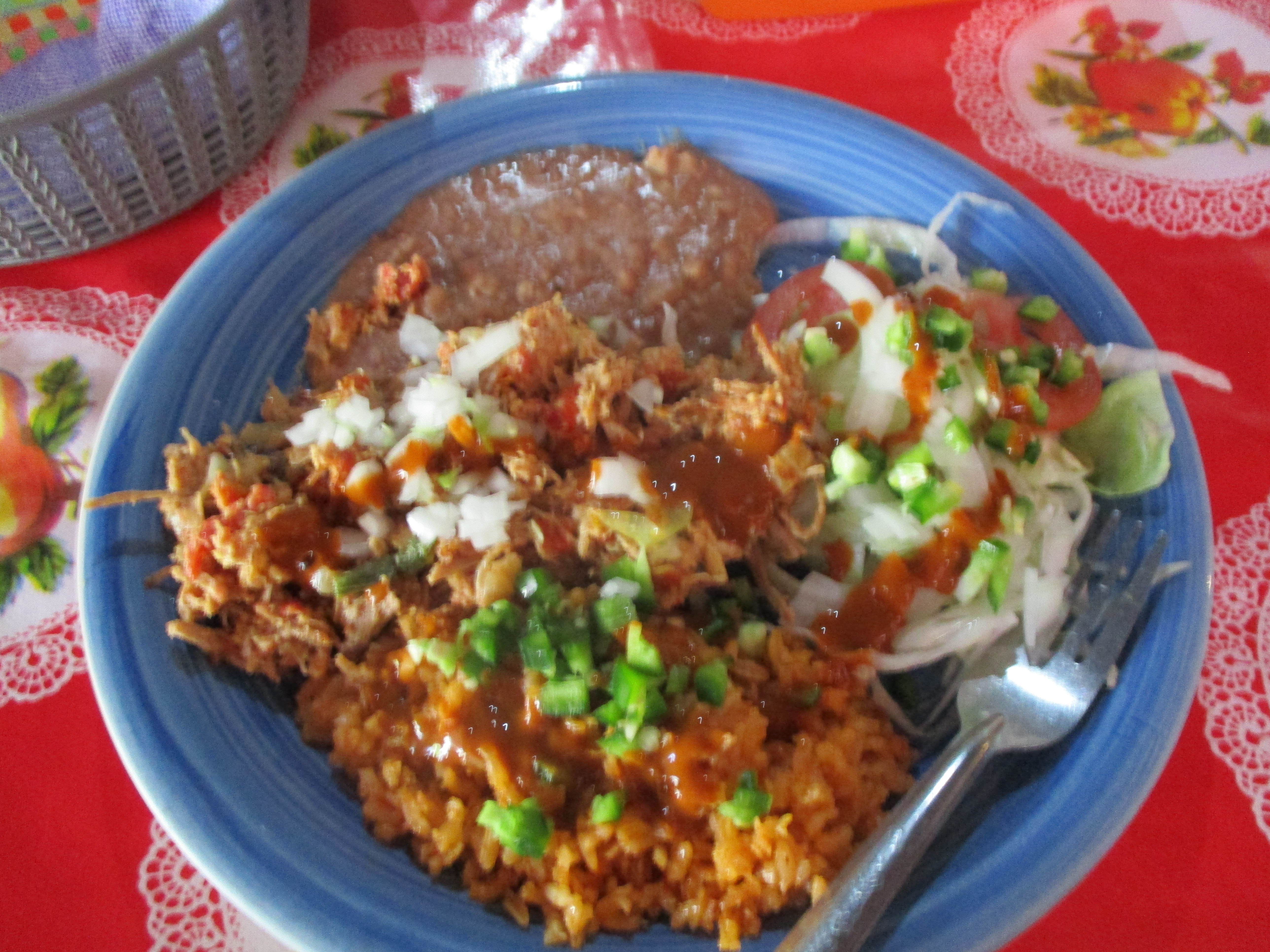
الماتشاكا المقدمة في بويرتو فالارتا

كان الماتشاكا في الأصل يُحضّر عادةً من لحم البقر أو لحم الخنزير المجفف والمتبّل، ثم يُعاد ترطيبه ويُطحن لجعل اللحم طريًا، ويُستخدم لتحضير العديد من الأطباق. وبينما يعتبر تجفيف اللحم أحد أقدم طرق الحفظ، فإن تجفيف لحم البقر بالفلفل الحار والتوابل المحلية الأخرى تطور من قبل الرعاة وركاب الخيول في شمال المكسيك.
بعد وصول التبريد، لم يعد تجفيف اللحم ضروريًا للحفظ. يُباع معظم لحم البقر المجفف في الولايات المتحدة كـ "جيركي". وفي المكسيك، لا يزال يُباع للطهي والوجبات الخفيفة في الشمال وفي عمليات بيع صغيرة الحجم. حاليًا، تُحضّر معظم أطباق الماتشاكا من لحم البقر المَطهو جيدًا، ثم يُفكك ويُطهى في عصائره حتى يَصِل إلى القوام المطلوب، والذي قد يكون حساءً أو جافًا أو متوسط القوام. في توكسون وأريزونا والمناطق الجنوبية منها، يكون التحضير جافًا في الغالب، ويقترب أكثر من طعم وملمس الطبق الأصلي المُعد من اللحم المجفف. يُعتبر "كارني سيكا" اسمًا بديلاً للماتشاكا في أجزاء من الجنوب الغربي ومنطقة سونورا في المكسيك.

## طرق التقديم

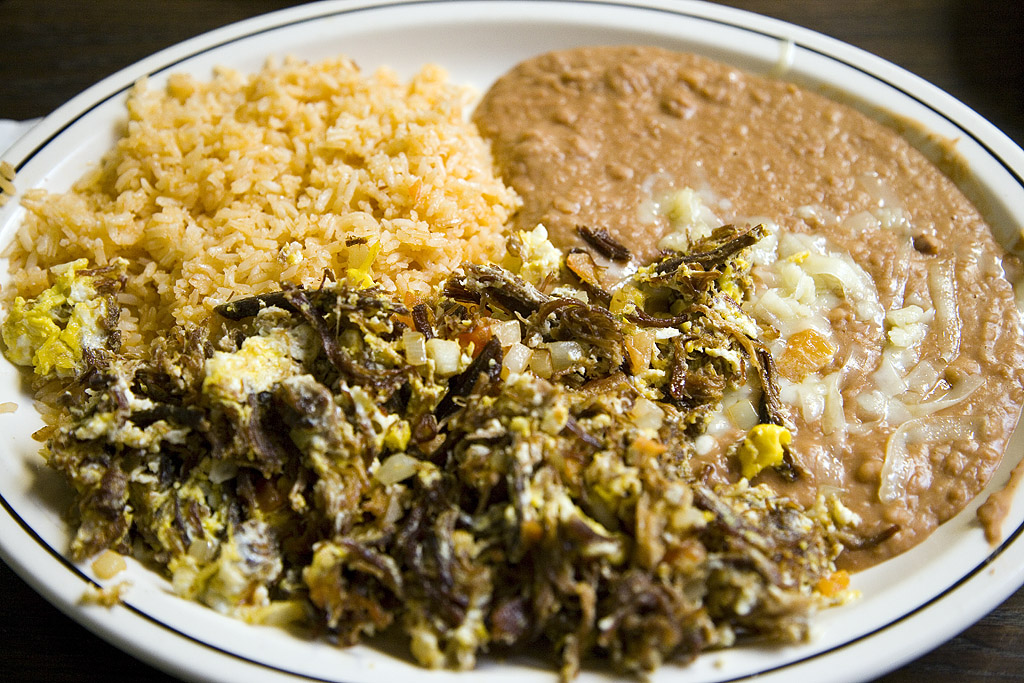
ماشادو كون إغوا، يُقدّم مع الفاصوليا والأرز

يمكن تقديم الماتشاكا المحضرة بعدة طرق، مثل لفها بإحكام في تاكيتو أو تاكو أو بوريتو أو على طبق مع البيض والبصل والفلفل (الفلفل الأخضر أو الفلفل البوبلانو). عادةً ما تُقدّم الماتشاكا مع خبز الترتية المصنوع من الدقيق ويكون كبير الحجم، يصل قطره إلى 20 بوصة. أحد الأطباق الشهيرة لتناول الإفطار أو الغداء المتأخر هو الماتشاكا مع البيض، والذي يرتبط بشكل خاص بعمال المناجم في ولاية تشيواوا.

## اقرأ أيضاً
- قائمة الأطعمة المجففة
- قائمة الأطعمة المكسيكية